# Pernille Harder (badminton)
Pour les articles homonymes, voir Pernille Harder.
Pernille Harder (née le 3 septembre 1977) est une ancienne joueuse de badminton danoise de Kastrup-Magleby BK.
Harder a participé aux jeux olympiques d'été de 2004 en double féminin avec sa partenaire Mette Schjoldager. Elles ont battu les Australiennes Jane Crabtree et Kate Wilson-Smith, mais le duo a été vaincu par Ra Kyung-min et Lee Kyung-won de Corée du Sud en huitièmes de finale.

## Réalisations

### Championnats d'Europe
Double dames
| An   | Lieu                              | Partenaire        | Adversaire                        | But           | Résultat |
| ---- | --------------------------------- | ----------------- | --------------------------------- | ------------- | -------- |
| 2004 | Palais des Sports, Genève, Suisse | Mette Schjoldager | Lotte Bruil Mia Audina            | 4–15, 9–15    | Bronze   |
| 2002 | Baltiska hallen, Malmö, Suède     | Mette Schjoldager | Jane F. Bramsen Ann-Lou Jørgensen | 4–7, 1–7, 5–7 | Argent   |

### Championnats d'Europe juniors
Simple filles
| An   | Lieu                                    | Adversaire        | But        | Résultat |
| ---- | --------------------------------------- | ----------------- | ---------- | -------- |
| 1995 | Športová hala Olympia, Nitra, Slovaquie | Brenda Beenhakker | 3–11, 8–11 | Bronze   |

Double mixte
| An   | Lieu                                    | Partenaire      | Adversaire                | But  | Résultat |
| ---- | --------------------------------------- | --------------- | ------------------------- | ---- | -------- |
| 1995 | Športová hala Olympia, Nitra, Slovaquie | Jonas Rasmussen | Peder Nissen Mette Hansen | -, - | Argent   |

### World Badminton Grand Prix Finals
Le Grand Prix Mondial de Badminton sanctionné par la Fédération mondiale de badminton (BWF) depuis 1983.
Double dames
| An   | Tournoi           | Partenaire      | Adversaire                                 | But                     | Résultat  |
| ---- | ----------------- | --------------- | ------------------------------------------ | ----------------------- | --------- |
| 2004 | Open des Pays-Bas | Helle Nielsen   | Lena Frier Kristiansen Kamilla Rytter Juhl | 12–15, 8–15             | Finaliste |
| 2001 | Open des Pays-Bas | Majken Vange    | Anastasia Russkikh Xu Huaiwen              | 7–3, 2–7, 0–7, 7–4, 5–7 | Finaliste |
| 2001 | US Open           | Majken Vange    | Kim Kyeung-ran Ra Kyung-min                | 1–7, 0–7, 3–7           | Finaliste |
| 2000 | Open de Suède     | Jane F. Bramsen | Yoshiko Iwata Haruko Matsuda               | 15-12, 17-15            | Gagnant   |
| 1997 | Open des Pays-Bas | Kelly Morgan    | Erica van den Heuvel Monique Hoogland      | 15–9, 15–9              | Gagnant   |

Double mixte
| An   | Tournoi           | Partenaire              | Adversaire                      | But                | Résultat  |
| ---- | ----------------- | ----------------------- | ------------------------------- | ------------------ | --------- |
| 1999 | Open des Pays-Bas | Martin Lundgaard Hansen | Chen Qiqiu Chen Lin             | 11–15, 15–9, 10–15 | Finaliste |
| 1999 | US Open           | Lampe Michael           | Jonas Rasmussen Jane F. Bramsen | 3–15, 10–15        | Finaliste |

### IBF International
Simple dames
| An   | Tournoi                 | Adversaire     | But          | Résultat |
| ---- | ----------------------- | -------------- | ------------ | -------- |
| 1997 | Pérou International     | Lorena Blanco  | 17-15, 15-12 | Gagnant  |
| 1996 | International irlandais | Mette Pedersen | 11–6, 11–5   | Gagnant  |

Double dames
| An   | Tournoi                  | Partenaire         | Adversaire                         | But                | Résultat  |
| ---- | ------------------------ | ------------------ | ---------------------------------- | ------------------ | --------- |
| 2004 | International irlandais  | Helle Nielsen      | Chor Hooi Yee Lim Pek Siah         | 15–7, 15–6         | Gagnant   |
| 2003 | International espagnol   | Mette Schjoldager  | Ella Tripp Joanne Wright           | 15–10, 12–15, 15–8 | Gagnant   |
| 2000 | International écossais   | Majken Vange       | Judith Baumeyer Santi Wibowo       | 15–2, 15–2         | Gagnant   |
| 1997 | International irlandais  | Mette Schjoldager  | Britta Andersen Christina Sørensen | 15–2, 15–8         | Gagnant   |
| 1997 | Pérou International      | Johanna Holgersson | Ximena Bellido Lorena Blanco       | 15–6, 15–11        | Gagnant   |
| 1996 | International norvégien  | Mette Schjoldager  | Johanna Holgersson Jenny Karlsson  | 4–9, 9–0, 9–7, 9–8 | Gagnant   |
| 1996 | Malmö International      | Ann-Lou Jørgensen  | Maria Bengtsson Margit Borg        | 4–15, 7–15         | Finaliste |
| 1996 | International autrichien | Majken Vange       | Gitte Jansson Mette Schjoldager    | 15–6, 15–12        | Gagnant   |
| 1995 | International irlandais  | Majken Vange       | Rikke Olsen Mette Schjoldager      | 15–10, 4–15, 15–9  | Gagnant   |
| 1995 | International norvégien  | Majken Vange       | Gitte Jansson Mette Schjoldager    | 7-15, 12-15        | Finaliste |

Double mixte
| An   | Tournoi                | Partenaire             | Adversaire                          | But              | Résultat |
| ---- | ---------------------- | ---------------------- | ----------------------------------- | ---------------- | -------- |
| 1997 | Pérou International    | Niels Christian Kaldau | Gustavo Salazar Lorena Blanco       | 15–12, 15–9      | Gagnant  |
| 1995 | Internationale tchèque | Janek Roos             | Thomas Stavngaard Mette Schjoldager | 4–15, 15–4, 15–8 | Gagnant  |